# Белая казарма
Белая казарма (баш. ) — поселение (железнодорожный разъезд) в Донском сельсовете Белебеевского района Республики Башкортостан.
Остановочный пункт 1436 км (платформа).

## История
Закон Республики Башкортостан «О внесении изменений в административно-территориальное устройство Республики Башкортостан в связи с образованием, объединением, упразднением и изменением статуса населённых пунктов, переносом административных центров» от 20 июля 2005 года № 211-з, ст.1 гласил:

4. Упразднить следующие населённые пункты:
8) в Белебеевском районе:
л) поселение железнодорожный разъезд Белая казарма Донского сельсовета

## Географическое положение
Расстояние до:
- районного центра (Белебей): 15 км,
- центра сельсовета (Пахарь): 3 км,
- ближайшей ж/д станции (Глуховская): 11 км.

## Население
На 1 января 1969 года в ж.д. казарме проживали 39 человек; преимущественно русские.